# Foc

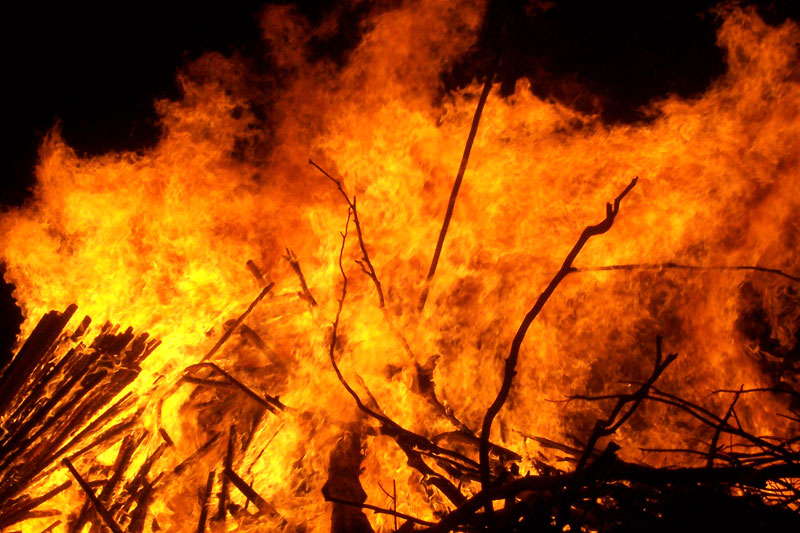
Foc

Focul reprezintă oxidarea unui material combustibil, în urma căreia rezultă căldură, lumină, dar și diferiți produși de reacție, precum dioxidul de carbon și apă. Dacă temperatura ajunge la un nivel destul de ridicat, gazele se pot ioniza pentru a produce plasmă. În funcție de substanțele aprinse și de impuritățile din mediu, culoarea flăcării și intensitatea focului pot varia. Focul are potențialul de a cauza răni fizice prin ardere.
Un foc de proporții mari scăpat de sub control este numit incendiu, pârjol și care este stins cu ajutorul pompierilor.
Majoritatea specialiștilor consideră că omul a început să utilizeze focul cu circa 700.000 - 800.000 de ani în urmă.
Dar descoperiri recente, realizate în peștera Wonderwerk din Africa de Sud, plasează această dată la circa un milion de ani în urmă.